# Nat Geo Play
Nat Geo Play était une plateforme en ligne de vidéo à la demande détenue et exploitée par The Walt Disney Company au travers de sa division Fox Networks Group.

## Historique
Nat Geo Play a été lancée, en 2015 aux États-Unis en France et en 2018 en Pologne.
En 2019, Fox Networks Group est racheté par The Walt Disney Company et annonce en 2020 (voir Acquisition de 21st Century Fox par Disney), sa fermeture qui est datée pour le 31 décembre 2020 en France et Pologne.
Nat Geo Play diffusait uniquement des programmes de National Geographic et National Geographic Wild.